# Lilla Öretjärnen, Västergötland
Lilla Öretjärnen är en sjö i Bollebygds kommun i Västergötland och ingår i Rolfsåns huvudavrinningsområde.